# Barrerit
Barrerit ist ein selten vorkommendes Mineral aus der Mineralklasse der „Silikate und Germanate“ mit der chemischen Zusammensetzung Na2[Al2Si7O18]·6H2O. Barrerit ist damit chemisch gesehen ein wasserhaltiges Natrium-Alumosilikat, gehört aber strukturell zur Zeolithgruppe innerhalb der Gerüstsilikate.
Barrerit kristallisiert im orthorhombischen Kristallsystem und findet sich überwiegend in Form tafeliger Kristalle mit bis zu 5 cm Größe mit einem glasähnlichen Glanz auf den Oberflächen. In reiner Form ist Barrerit farblos und durchsichtig. Durch vielfache Lichtbrechung aufgrund von Gitterfehlern oder polykristalliner Ausbildung kann er aber auch durchscheinend weiß sein und durch Fremdbeimengungen eine rötlichweiße rosa Farbe annehmen.

## Etymologie und Geschichte
Erstmals entdeckt wurde das Mineral auf den Andesit-Felsen nahe dem Wehrturm Torre del Coltellazzo bei San Efisio an der Südküste der italienischen Insel Sardinien. Die Analyse und Erstbeschreibung erfolgte durch E. Passaglia und D. Pongiluppi, die das Mineral nach dem neuseeländischen Chemiker und Begründer der Zeolithchemie Richard Maling Barrer (1910–1996) benannten.
Passaglia und Pongiluppi sandten ihre Untersuchungsergebnisse und den gewählten Namen 1974 zur Prüfung an die International Mineralogical Association (interne Eingangsnummer der IMA: 1974-017), die den Barrerit als eigenständige Mineralart anerkannte. Eine Zusammenfassung der Erstbeschreibung wurde im Folgejahr im Fachmagazin Mineralogical Magazine veröffentlicht. In dieser wurde darauf hingewiesen, dass das Mineral bereits 1974 als sogenannter „Sodian stellerite (deutsch Natrium-Stellerit oder auch natriumhaltiger Stellerit) from Capo Pula, Sadegna“ beschrieben wurde, einem Calcium-Zeolith mit der Raumgruppe Fmmm (Raumgruppen-Nr. 69). Dies stand im Gegensatz zum neuen Mineral mit der Amma (Nr. 63, Stellung 3), das zudem in der Zusammensetzung einen höheren Natrium- als Calciumgehalt aufwies. Der britische Mineraloge Max Hey und der italienische Geologe Glauco Gottardi schlugen daher vor, diese Phase als neue Mineralart zu betrachten.
Das Typmaterial des Minerals wird im Istituto di Mineralogia e Petrografia (mehrere Gramm) der Universität Modena in italien und im National Museum of Natural History unter der Katalog-Nummer 128521 aufbewahrt.
Seit 2021 ist auch die „Bre“ lautende Kurzbezeichnung (auch Mineral-Symbol) von Barrerit von der IMA/CNMNC anerkannt.

## Klassifikation
In der veralteten 8. Auflage der Mineralsystematik nach Strunz war der Barrerit noch nicht aufgeführt.
In der zuletzt 2018 überarbeiteten Lapis-Systematik nach Stefan Weiß, die formal auf der alten Systematik von Karl Hugo Strunz in der 8. Auflage basiert, erhielt das Mineral die System- und Mineralnummer VIII/J.23-040. Dies entspricht der Klasse der „Silikate“ und dort der Abteilung „Gerüstsilikate“, wo Barrerit zusammen mit Brewsterit-Ba, Brewsterit-Sr, Epistilbit, Goosecreekit, Heulandit-Ba, Heulandit-Ca, Heulandit-K, Heulandit-Na, Heulandit-Sr, Klinoptilolith-Ca, Klinoptilolith-K, Klinoptilolith-Na, Stellerit, Stilbit-Ca und Stilbit-Na eine unbenannte Gruppe mit der Systemnummer VIII/J.23 bildet.
Die von der International Mineralogical Association (IMA) zuletzt 2009 aktualisierte 9. Auflage der Strunz’schen Mineralsystematik ordnet den Barrerit in die Klasse der „Silikate und Germanate“ und dort in die Abteilung „Gerüstsilikate (Tektosilikate) mit zeolithischem H2O; Familie der Zeolithe“ ein. Hier ist das Mineral in der Unterabteilung „Tafeln mit 4-4-1-1 Struktureinheiten“ zu finden, wo es zusammen mit Stellerit eine unbenannte Gruppe mit der Systemnummer 9.GE.15 bildet.
In der vorwiegend im englischen Sprachraum gebräuchlichen Systematik der Minerale nach Dana hat Barrerit die System- und Mineralnummer 77.01.04.05. Das entspricht der Klasse der „Silikate“ und dort der Abteilung „Gerüstsilikate: Zeolith-Gruppe“. Hier findet er sich innerhalb der Unterabteilung „Echte Zeolithe“ in der Gruppe „Heulandit und verwandte Arten“, in der auch Heulandit-Ca, Heulandit-Na, Heulandit-K, Heulandit-Sr, Heulandit-Ba, Klinoptilolith-K, Klinoptilolith-Na, Klinoptilolith-Ca, Stilbit-Ca, Stilbit-Na und Stellerit eingeordnet sind.

## Kristallstruktur
Barrerit kristallisiert orthorhombisch in der Raumgruppe Amma (Raumgruppen-Nr. 63, Stellung 3) mit den Gitterparametern a = 13,64 Å, b = 18,20 Å und c = 17,84 Å sowie acht Formeleinheiten pro Elementarzelle.

## Eigenschaften
Reiner Barrerit ist farblos. Durch Gitterbaufehler oder Fremdbeimengungen zeigt er sich jedoch meist in weißer, rötlichweißer oder rosa Farbe.

## Bildung und Fundorte

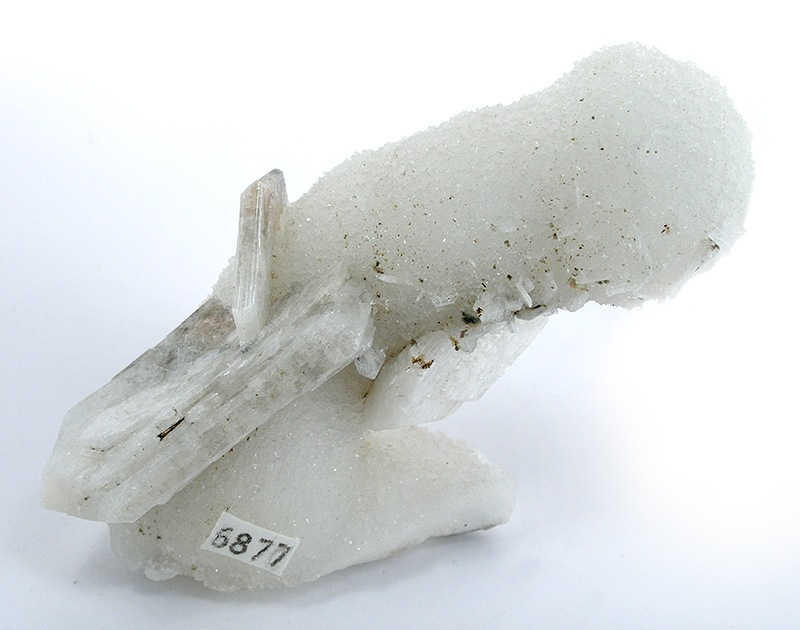
Tafeliger Barrerit (links) und 7 cm langer „Zuckerquarz“-Stalaktit (rechts) vom Rocky Pass, Kuiu Island

Über die genauen Bildungsbedingungen von Barrerit ist bisher nichts bekannt. Er findet sich jedoch vorwiegend an den Wänden großer Brüche stark verwitterter Andesit- und Rhyolith-Lava oder in anderen basisch-magmatischen Gesteinen, wie dem Diabas (USA), wo er unter anderem in Paragenese mit Heulandit auftritt.
Barrerit gehört zu den seltenen Mineralbildunge, von dem weltweit bisher nur 20 Vorkommen dokumentiert sind (Stand 2024). Außer an seiner Typlokalität auf dem Andesit-Felsen bei San Efisio wurde Barrerit in Italien noch bei Furtei auf Sardinien und möglicherweise noch am Pufler Loch bei St. Ulrich in Gröden in Südtirol gefunden.
Weitere Fundorte sind die „Cantung Mine“ bei Tungsten (Nordwest-Territorien) und im „Woodworth Cove“ (Woodworth Höhle) an der Bay of Fundy in Kanada, Hirado in Japan, die norwegische Kommune Vefsn sowie Kuiu Island (Sitka Borough, Alaska), das Pershing County (Nevada) und Cedar Mountain bei Mitchell (Culpeper County, Virginia) in den Vereinigten Staaten.